# 弗朗茨·兰德格雷夫
弗朗茨·兰德格拉夫（德語：Franz Landgraf，1888年7月16日－1944年4月19日）是二战期间德国國防軍的一位中将，曾獲得騎士鐵十字勳章。
1909年7月7日在完成训练后，弗朗茨以少尉軍銜加入了巴伐利亚军队，在“恩斯特·路德维希·冯·黑森大公”第5步兵团（德語：5. Infanterie-Regiment „Großherzog Ernst Ludwig von Hessen“）就任。1911年10月26日，他晋升为中尉，并于1915年7月9日成為上級中尉（Oberleutnant）。
参加第一次世界大战后，他于1919年4月加入班贝格自由军团，并在自由军团待了将近一年。同年他成为一名上尉，并于1920年2月调到德国防衛军第46步兵团。1920年10月1日，该团调入第21步兵团。他在1931年晉升為少校，在格拉芬沃尔的军事训练区担任指挥官。隨後他回到第21步兵团，成为训练營的营长。1934年7月1日他晋升为中校。1936年10月1日，他成为第7装甲团的上校（1936年8月1日晋升）指挥官，1941年1月6日成为第6装甲师師長，同年參加了巴巴羅薩行動。1941/42年冬天，他在东线病倒，並被送回本土養病。但直到1942年4月中旬，他仍担任师长一職，直到被埃哈德·劳斯取代。1942年5月上旬，他改任第155装甲师的指挥官，同年9月1日晋升为中将。1944年4月，弗朗茨·兰德格雷夫在斯圖加特病逝，享年56歲。